# سيرجيو بيريز (سائق سيارة سباق)
سيرجيو بيريز ميندوزا (بالإسبانية: Sergio Pérez Mendoza)‏ ويعرف أيضا باسم شيكو بيريز هو سائق سيارة سباق مكسيكي، في فريق ريدبول، ولد (1990  م) في غوادالاخارا.

## وصلات خارجية
- سيرجيو بيريز على موقع IMDb (الإنجليزية)
- سيرجيو بيريز على موقع قاعدة بيانات الفيلم (الإنجليزية)
- سيرجيو بيريز على موقع Racing-Reference.info (الإنجليزية)
- سيرجيو بيريز على موقع DriverDB.com (الإنجليزية)
- سيرجيو بيريز على موقع AS.com (الإسبانية)
- سيرجيو بيريز في قاعدة بيانات الأفلام على الإنترنت